# Luling (Texas)
Pour les articles homonymes, voir Luling.
La ville de Luling (en anglais [ˈluːlɪŋ]) est située dans les comtés de Caldwell et Guadalupe, dans l’État du Texas, aux États-Unis. Sa population s’élevait à 5 411 habitants lors du recensement de 2010, estimée à 5 954 habitants en 2018.

## Source
- (en) Cet article est partiellement ou en totalité issu de l’article de Wikipédia en anglais intitulé « Luling, Texas » (voir la liste des auteurs).